# Бацбійці
Бацбійці також Цоватушебі (груз. წოვათუშები, ბაცი, ბაცბი, бац. бацав (однина), ба́цбі (множина)) — корінний кавказький етнос у Грузії, що належали до народів нахської мовної груп, етнографічна група грузин. Традиційно не дотримувалися звичаїв та законів вайнахів (чеченців та інгушів), завжди вважали себе грузинами. За віросповіданням — православні. Чисельність станом на 2017 рік — 3000 осіб.

## Етнонім
Самоназва бацав, бацбі, у Грузії відомі як цоватушебі (цова-тушеби) — що походить від назви ущелини Цова та історико-географічного регіону Грузії Тушеті.

## Розселення
У XIII ст. через малоземелля бацбійці поступово почали мігрувати на південь, спускатися з гір на рівнинні території. Спочатку частина бацбійців мешкала у Пірікітельській Тушеті, потім вони оселилися в Цовській Тушеті. Так у XIX ст., в Тушеті було всього 49 поселень, цова-тушини мешкали у чотирьох з них: Індурта, Саґірта, Царо та Етельта. Неподалік від ареалу проживання бацбійців протягом всієї історії мешкали хевсури, пшави, тушини та кістінці.
У 1830 році після руйнування, внаслідок зсуву, одного з найважливіших поселень бацбійців та страшної епідемії чуми — вони почали переселятися на рівнинні території Тушеті.
Нині більшість бацбійців мешкає в селі Земо-Алвані Ахметського муніципалітету мгаре Кахетії, біля міста Ахмета, у верхів'ях річки Алазані, куди вони були переселені у 1950-ті роки радянською владою. Також невелика кількість мешкає у селах Лапанкурі та Омало.

## Мова
Бабційці розмовляють бацбійською мовою (неписемна) та кахетинською говіркою грузинської мови.

## Походження
Існує дві основні гіпотези походження бабційців. За однією, предки бабційців прийшли у гори Східної Грузії з Північного Кавказу, зокрема, з Інгушетії. Головними аргументами є усні перекази та схожість бацбійської мови з вайнахськими мовами. Основною ж причиною переселення бабційців з Інгушетії вважається релігійне питання: їх примушували відректися від християнства та перейти у іслам. Щоб не приймати іслам, вони покинули свої місця проживання та переселилися в гори Грузії. За легендою цар Кахеті Леван (1520—1574) офіційно дарував бацбійцям власність на землю в долині річки Алвані в обмін на військову службу.
За іншою — предки бацбійців є автохтонним населенням Тушеті.
У перських історичних творах бацбійців називають «бібранамі», у відомій праці середньовічного вірменського географа Ананія Ширакаці «Вірменська Географія», бацбійці ототожнюються з цховами — одним з гірських племен Верхнього Кавказу.

## Культура
Бацбійці мають схожу матеріальну та духовну культуру, багато в чому спільну, з іншими горянами східної Грузії – тушинами, пшавами та хевсурами. Вони сповідують православ'я, також у них простежуються елементи дохристиянських вірувань. У старих бацбійських селах характерна баштова архітектура.
У побуті та культурі бацбійців багато елементів сакартвельської культури. Бабційці споконвіку займаються вівчарством, у зв'язку з цим у них найбільш розвинена ткацтво. Тчуть з вовни головним чином паласи, хурджін, виробляють бурки, повсть, шалі та башлики. Також в'яжуть кольорові шкарпетки — чіти. Також бабційці готують баранячий сир «Ґуда», який відомий у всій Грузії, через його смакові якості. Бабційці також готують тушинське хінкалі, особливістю яких є пряна трава, яка росте тільки у горах Тушеті та відсутність у них свинини.
У бабційців грузинські імена та прізвища — з грузинської основою (коренем) та грузинськими суфіксами. Їх прізвища закінчуються на -дзе, -швілі, -ур або -урі. Хоча, розмовляючи своєю мовою, цоватушебі надають своїм прізвищам специфічну форму.